# Scopula subornata
Scopula subornata là một loài bướm đêm trong họ Geometridae.